# Hohenruppersdorf
Hohenruppersdorf ist eine Marktgemeinde mit 958 Einwohnern (Stand 1. Jänner 2024) im Bezirk Gänserndorf in Niederösterreich.

## Geografie

Hohenruppersdorf und Umgebung (Mitte) in der Landesaufnahme um 1873

Hohenruppersdorf liegt im Hügelland des östlichen Weinviertels in Niederösterreich, etwa je drei Kilometer östlich von Bad Pirawarth und Gaweinstal. Die Fläche der Marktgemeinde umfasst 21,37 km², 30,1 % der Fläche sind bewaldet.

### Gemeindegliederung
Es gibt nur die Katastralgemeinde Hohenruppersdorf.

### Nachbargemeinden
|                         | Sulz                                        |           |
| Gaweinstal (Mistelbach) | Kompassrose, die auf Nachbargemeinden zeigt | Spannberg |
|                         | Matzen-Raggendorf                           | Ebenthal  |

## Geschichte
Besiedelt wurde Hohenruppersdorf vermutlich im 10. Jahrhundert. Erstmals urkundlich erwähnt wurde es im Jahr 1170 als Ruprechtsdorff und Roprehtdorf in Urkunden des Zisterzienserstiftes Heiligenkreuz. 1324 ist erstmals ein Markt bezeugt. Zur Pfarre erhoben wurde Hohenruppersdorf im Jahr 1347 und war zunächst der Kartause Mauerbach inkorporiert. Der Ort war ursprünglich von einem Mauerring umgeben und diente im 14., 17. und 18. Jahrhundert als Fluchtort.
Laut Adressbuch von Österreich waren im Jahr 1938 in der Marktgemeinde Hohenruppersdorf ein Arzt, ein Tierarzt, zwei Bäcker, drei Binder, zwei Eisenwarenhändler, drei Fleischer, vier Friseure, vier Gastwirte, fünf Gemischtwarenhändler, ein Glaser, ein Kino, ein Maschinenhändler, ein Marktfahrer, zwei Maurermeister, eine Modistin, zwei Sattler, ein Schlosser, zwei Schmiede, drei Schneider und zwei Schneiderinnen, drei Schuster, ein Spengler, drei Tischler, zwei Viehhändler, drei Viktualienhändler, ein Wagner, zwei Weinhändler, ein Weinsensal, zwei Zimmermeister und einige Landwirte ansässig. Etwas außerhalb gab es eine Ziegelei.

### Einwohnerentwicklung
| Hohenruppersdorf: Einwohnerzahlen von 1869 bis 2024 | Hohenruppersdorf: Einwohnerzahlen von 1869 bis 2024 | Hohenruppersdorf: Einwohnerzahlen von 1869 bis 2024 | Hohenruppersdorf: Einwohnerzahlen von 1869 bis 2024 | Hohenruppersdorf: Einwohnerzahlen von 1869 bis 2024 |
| --------------------------------------------------- | --------------------------------------------------- | --------------------------------------------------- | --------------------------------------------------- | --------------------------------------------------- |
| Jahr                                                |                                                     |                                                     |                                                     | Einwohner                                           |
| 1869                                                | 1869                                                |                                                     | 1.308                                               | 1.308                                               |
| 1880                                                | 1880                                                |                                                     | 1.402                                               | 1.402                                               |
| 1890                                                | 1890                                                |                                                     | 1.489                                               | 1.489                                               |
| 1900                                                | 1900                                                |                                                     | 1.570                                               | 1.570                                               |
| 1910                                                | 1910                                                |                                                     | 1.503                                               | 1.503                                               |
| 1923                                                | 1923                                                |                                                     | 1.391                                               | 1.391                                               |
| 1934                                                | 1934                                                |                                                     | 1.380                                               | 1.380                                               |
| 1939                                                | 1939                                                |                                                     | 1.397                                               | 1.397                                               |
| 1951                                                | 1951                                                |                                                     | 1.230                                               | 1.230                                               |
| 1961                                                | 1961                                                |                                                     | 1.117                                               | 1.117                                               |
| 1971                                                | 1971                                                |                                                     | 1.012                                               | 1.012                                               |
| 1981                                                | 1981                                                |                                                     | 993                                                 | 993                                                 |
| 1991                                                | 1991                                                |                                                     | 974                                                 | 974                                                 |
| 2001                                                | 2001                                                |                                                     | 936                                                 | 936                                                 |
| 2011                                                | 2011                                                |                                                     | 886                                                 | 886                                                 |
| 2021                                                | 2021                                                |                                                     | 937                                                 | 937                                                 |
| 2024                                                | 2024                                                |                                                     | 958                                                 | 958                                                 |
| Quelle(n): Statistik Austria                        |                                                     |                                                     |                                                     |                                                     |

## Kultur und Sehenswürdigkeiten

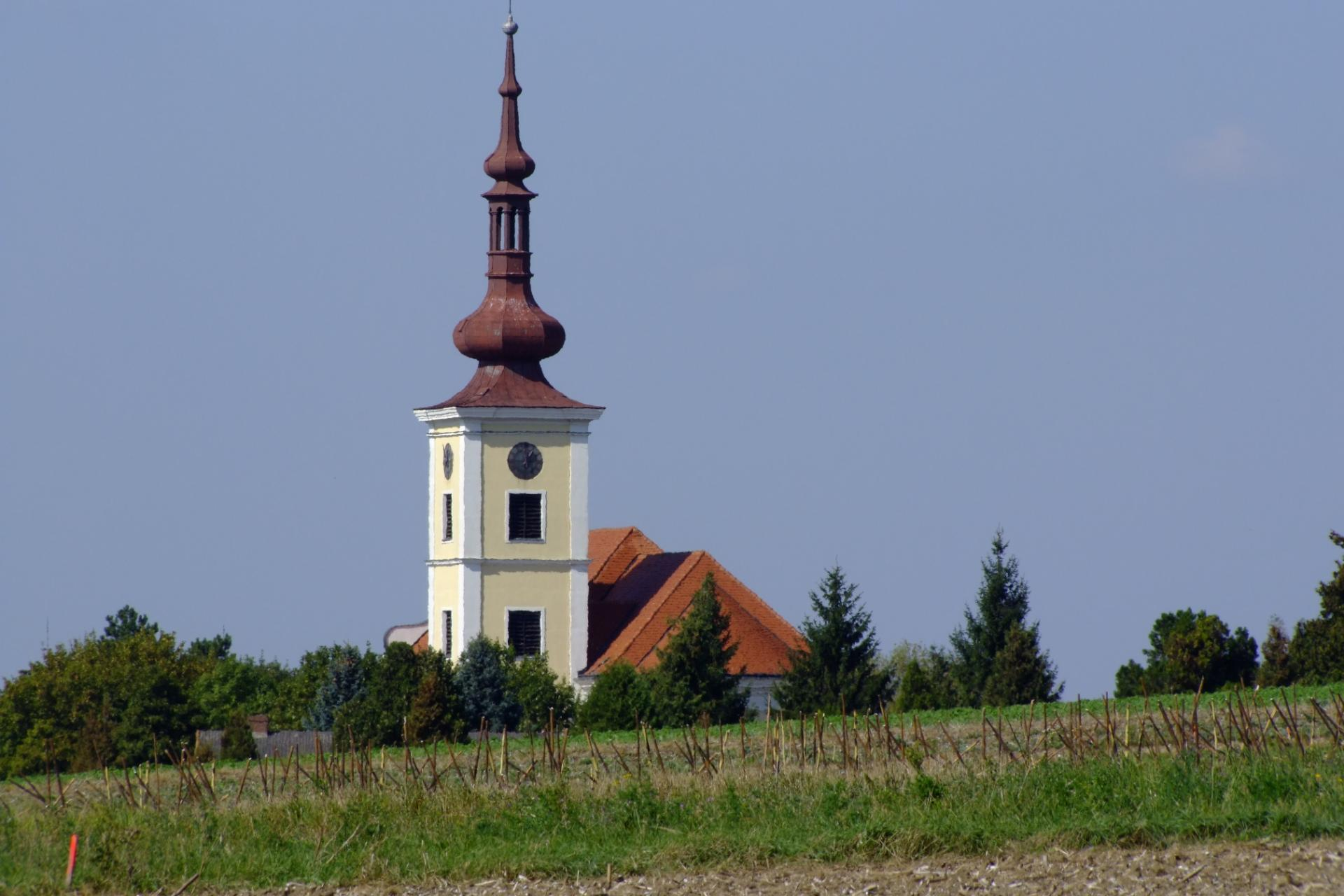
Pfarrkirche Hohenruppersdorf

- Katholische Pfarrkirche Hohenruppersdorf hl. Kreuz: Die von einem Friedhof umgebene barocke Pfarrkirche wurde in den Jahren 1788 bis 1790 erbaut. Der Kirchturm ist im Kern mittelalterlich.
- Nördlich der Kirche ist das 1508 gestiftete, ehemalige Beinhaus als Gruftraum erhalten.
- Das Rathaus von Hohenruppersdorf ist ebenfalls barock, wurde aber später stark umgestaltet.
- Am Hauptplatz steht eine Dreifaltigkeitssäule aus dem Jahr 1713.

## Wirtschaft und Infrastruktur

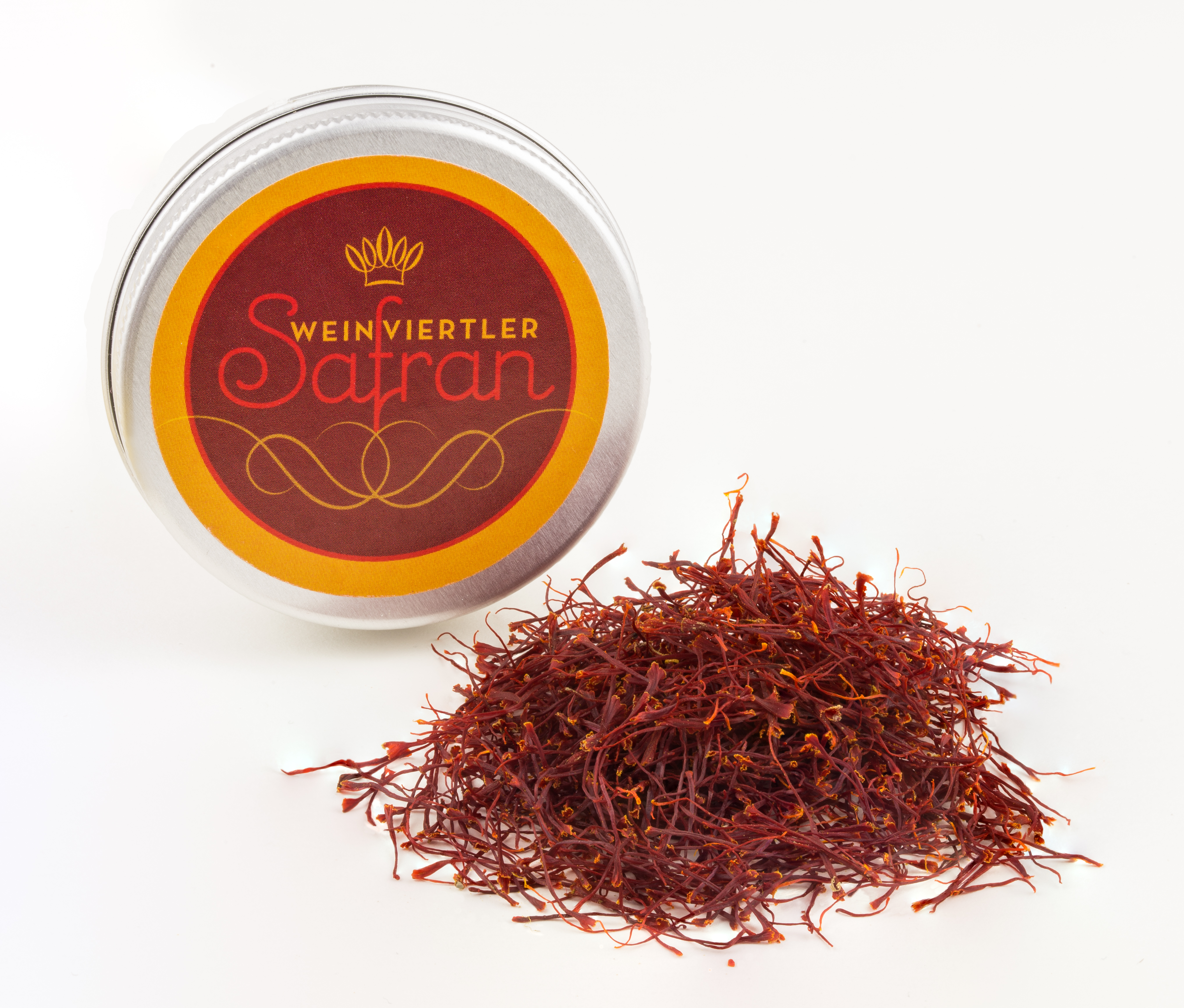
Weinviertler Safran

Nichtlandwirtschaftliche Arbeitsstätten gab es im Jahr 2001 34, land- und forstwirtschaftliche Betriebe nach der Erhebung 1999 107. Die Zahl der Erwerbstätigen am Wohnort betrug nach der Volkszählung 2001 434. Die Erwerbsquote lag 2001 bei 47,64 %.
- Erstmals seit 70 Jahren wird, wie es früher im Weinviertel Tradition war, in Hohenruppersdorf seit 2013 wieder gewerbsmäßig Safran angebaut.[4]

### Öffentliche Einrichtungen
In der Gemeinde gibt es  einen Kindergarten, eine Volksschule und eine Neue Mittelschule.

## Politik

### Gemeinderat
| Der Gemeinderat hat 15 Mitglieder. - Mit den Gemeinderatswahlen in Niederösterreich 1990 hatte der Gemeinderat folgende Verteilung: 10 ÖVP, 3 SPÖ und 2 Seniorenliste (ÖVP). - Mit den Gemeinderatswahlen in Niederösterreich 1995 hatte der Gemeinderat folgende Verteilung: 10 ÖVP, 2 SPÖ, 2 JIH–Junge Initiative Hohenruppersdorf und 1 Seniorenliste (ÖVP). - Mit den Gemeinderatswahlen in Niederösterreich 2000 hatte der Gemeinderat folgende Verteilung: 12 ÖVP und 3 SPÖ. - Mit den Gemeinderatswahlen in Niederösterreich 2005 hatte der Gemeinderat folgende Verteilung: 11 ÖVP und 4 SPÖ. - Mit den Gemeinderatswahlen in Niederösterreich 2010 hatte der Gemeinderat folgende Verteilung: 11 ÖVP, 3 SPÖ und 1 KAUTZ–Bürgerliste KAUTZ. - Mit den Gemeinderatswahlen in Niederösterreich 2015 hatte der Gemeinderat folgende Verteilung: 9 ÖVP, 3 FPÖ und 3 SPÖ. - Mit den Gemeinderatswahlen in Niederösterreich 2020 hatte der Gemeinderat folgende Verteilung: 10 ÖVP, 3 SPÖ und 2 FPÖ. - Mit den Gemeinderatswahlen in Niederösterreich 2025 hat der Gemeinderat folgende Verteilung: 7 ÖVP, 4 SPÖ und 4 FPÖ. | Hier fehlt eine Grafik, die leoder im Moment aus technischen Gründen nicht angezeigt werden kann. Wir arbeiten daran! |

### Bürgermeister
- bis 2005 Hermann Pfalz (ÖVP)
- seit 2005 Hermann Gindl (ÖVP)[14]